# Amine Noua
Pour les articles homonymes, voir Noua.
Amine Noua, né le 7 février 1997 à Lyon, est un joueur français de basket-ball évoluant au poste d'ailier fort et mesurant 2,02 m.

## Biographie
Noua est formé à l'ASVEL Lyon-Villeurbanne.
Noua joue peu en 2015, en raison de blessures.
Au cours de la saison 2016-2017, Noua profite des blessures d'Adrian Uter puis de Nikola Dragović pour obtenir du temps de jeu. Il participe même, de manière substantielle, à des rencontres de Ligue des champions de basket-ball.
En juillet 2021, Noua quitte son club formateur et rejoint le Bàsquet Club Andorra, club andorran qui évolue en Liga ACB, la première division espagnole. Le contrat court sur deux saisons.
En avril 2022, Noua est prêté jusqu'à la fin de la saison par le club andorran à la SIG Strasbourg, club français de première division.
En juillet 2022, il retourne à l'ASVEL et signe pour deux saisons soit jusqu'en 2024. Le 15 décembre 2022, il inscrit le panier de la victoire à la dernière seconde du match d'EuroLigue contre l'Olympiakós le Pirée (Grèce),.
En août 2023, Noua et l'ASVEL se séparent et Noua rejoint pour une saison l'Hapoël Holon, club israélien,.

## Sélection nationale
À l'été 2014, Noua participe au championnat du monde des 17 ans et moins. La France termine à la 8e position. Noua est le 4e meilleur marqueur de la compétition avec 18,7 points par match (derrière le Japonais Rui Hachimura, le Chinois Yanhao Zhao et l'Australien Isaac Humphries), le 4e à l'évaluation et le 9e meilleur rebondeur.
À l'été 2016, Noua participe au championnat d'Europe des 20 ans et moins où la France est éliminée dès le premier tour et finit à la 13e place. Noua a toutefois la meilleure évaluation parmi les joueurs de l'équipe de France.
À l'été 2017, il fait partie de la sélection française au championnat d'Europe des 20 ans et moins où la France termine avec une médaille de bronze. Noua finit avec des moyennes de 12,9 points et 7,9 rebonds par rencontre. Il est sélectionné dans le meilleur cinq de la compétition avec le MVP, le Grec Vassilis Charalampopoulos et son compatriote Antonis Koniaris (en), l'Israélien Tamir Blatt (en) et l'Islandais Tryggvi Hlinason.
Le 15 octobre 2017, il intègre le Team France Basket en même temps que Élie Okobo, Alain Koffi et Lahaou Konaté.
Il participe aux matches de qualification pour la coupe du monde en 2018, 2019, 2021, bénéficiant de l'indisponibilité des joueurs évoluant en NBA ou en EuroLigue. À la fin de 2022, il totalise 9 sélections en équipe de France A

## Palmarès
- Championnat d'Europe des 20 ans et moins :
  -  Médaille de bronze au championnat d'Europe des 20 ans et moins en 2017.

 ASVEL Lyon-Villeurbanne (Jeep Élite) :
- Vainqueur de la Coupe de France 2018-2019 et 2020-2021
- Champion de France 2015-2016, 2018-2019 et 2020-2021
- Finaliste de la Leaders Cup 2020
- Vainqueur de la Leaders Cup 2023